# Randstad
För företaget Randstad, se Randstad Holding.

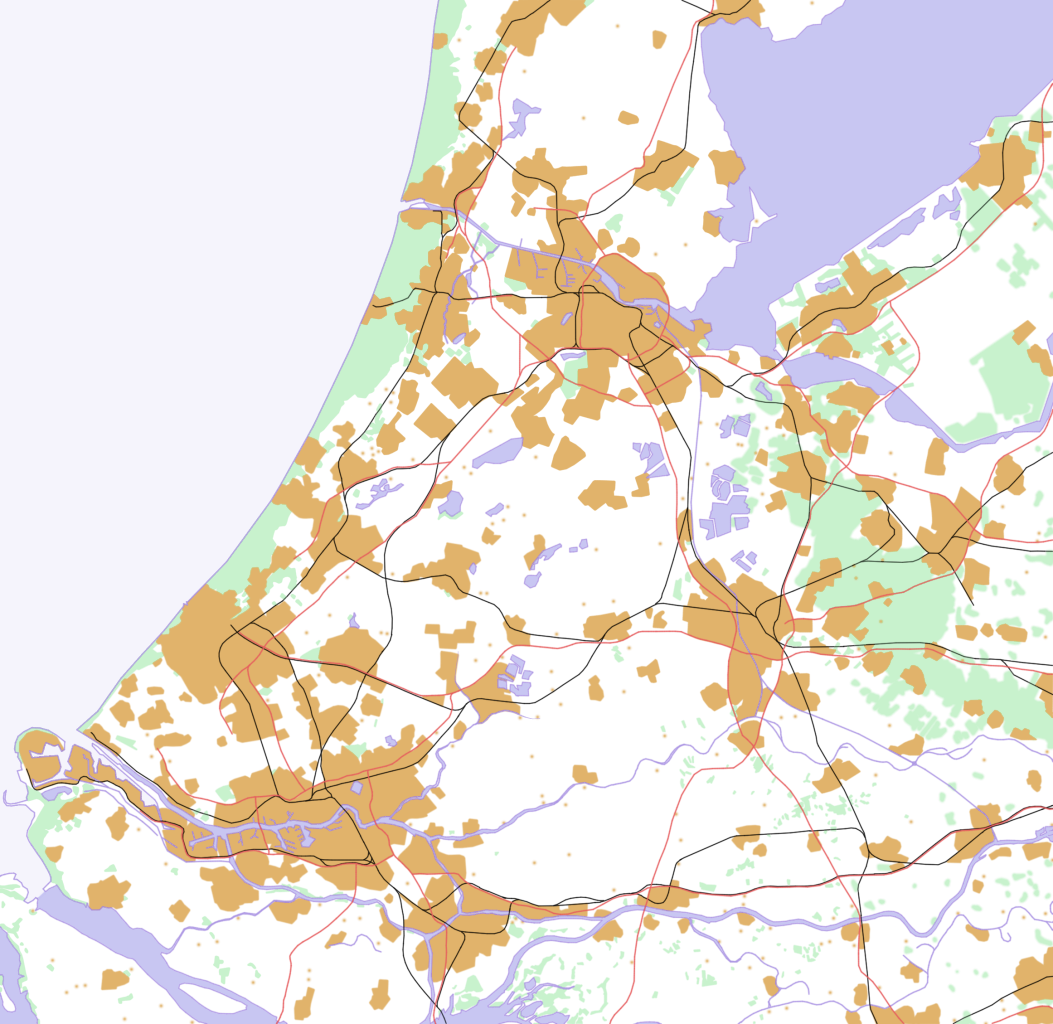
Randstad.

Randstad, alternativt Randstad Holland (efter det nederländska ordet 'rand' som betyder kant och landskapsnamnet Holland) eller Deltametropool, är den mer eller mindre sammanvuxna storstadsregion i centrala Nederländerna där de fyra största städerna Amsterdam, Rotterdam, Haag och Utrecht ligger. Andra större städer i Randstad är Amersfoort, Delft, Dordrecht, Gouda, Haarlem, Hilversum, Leiden, Zaanstad och Zoetermeer. Även ett stort antal mindre orter och förorter ingår i Randstad. Det finns lite olika definitioner av området, men ofta anses området bestå av de tre provinserna Noord-Holland, Utrecht och Zuid-Holland. Dessa provinser hade totalt 7 339 492 invånare i början av 2009, på en yta av 8 980,55 km². Ibland räknas även provinsen Flevoland in i regionen.
Det område som omges av de större städerna går under namnet Groene Hart (Gröna hjärtat). Många mindre orter inom Randstad vill inte att just deras orter skall växa, något som ger upphov till konflikter. Detta bland annat för att många av dem som bor i de mindre orterna inte bara arbetar i de av markbrist präglade storstäderna, utan även tar del av mycket av samhällsservicen som finns där. Centralt i området ligger storflygplatsen Amsterdam-Schiphols flygplats.
Under senare år[när?] har planerare börjat använda begreppet Deltametropool. Man talar även om två huvuddelar: Noordvleugel (runt Amsterdam) och Zuidvleugel (runt Rotterdam och Haag). Utrechts storstadsområde (cirka 660 000 invånare 2014) ingår i Noordvleugel men kan också sägas utgöra en egen del, skild från de andra två delområdena.